# Exoribatula multisetosus
Exoribatula multisetosus är en kvalsterart som först beskrevs av Balogh 1970.  Exoribatula multisetosus ingår i släktet Exoribatula och familjen Hemileiidae. Inga underarter finns listade i Catalogue of Life.